# Grand Prix Formule 1 van de Eifel 2020
De Grand Prix Formule 1 van de Eifel werd eenmalig gereden op 11 oktober 2020 op de Nürburgring. Het was vanwege het coronavirus de elfde race van het aangepaste kampioenschap.

## Vrije trainingen
De eerste en tweede vrije training die normaal gesproken op vrijdag worden verreden zijn komen te vervallen in verband met hevige regenval en mist.

### Uitslagen
- Enkel de top vijf wordt weergegeven.

| Vrije training 3 | Pos. | Nr. | Coureur          | Constructeur   | Tijd     |
| ---------------- | ---- | --- | ---------------- | -------------- | -------- |
| Vrije training 3 | 1    | 77  | Valtteri Bottas  | Mercedes       | 1:26.225 |
| Vrije training 3 | 2    | 44  | Lewis Hamilton   | Mercedes       | 1:26.361 |
| Vrije training 3 | 3    | 16  | Charles Leclerc  | Ferrari        | 1:26.681 |
| Vrije training 3 | 4    | 33  | Max Verstappen   | Red Bull-Honda | 1:26.896 |
| Vrije training 3 | 5    | 5   | Sebastian Vettel | Ferrari        | 1:27.038 |

## Kwalificatie
| Pos.                   | Nr. | Coureur            | Constructeur              | Kwalificatietijden | Kwalificatietijden | Kwalificatietijden | Grid |
| Pos.                   | Nr. | Coureur            | Constructeur              | Q1                 | Q2                 | Q3                 | Grid |
| ---------------------- | --- | ------------------ | ------------------------- | ------------------ | ------------------ | ------------------ | ---- |
| 1                      | 77  | Valtteri Bottas    | Mercedes                  | 1:26.573           | 1:25.971           | 1:25.269           | 1    |
| 2                      | 44  | Lewis Hamilton     | Mercedes                  | 1:26.620           | 1:25.390           | 1:25.525           | 2    |
| 3                      | 33  | Max Verstappen     | Red Bull-Honda            | 1:26.319           | 1:25.467           | 1:25.562           | 3    |
| 4                      | 16  | Charles Leclerc    | Ferrari                   | 1:26.857           | 1:26.240           | 1:26.035           | 4    |
| 5                      | 23  | Alexander Albon    | Red Bull-Honda            | 1:27.126           | 1:26.285           | 1:26.047           | 5    |
| 6                      | 3   | Daniel Ricciardo   | Renault                   | 1:26.836           | 1:26.096           | 1:26.223           | 6    |
| 7                      | 31  | Esteban Ocon       | Renault                   | 1:27.086           | 1:26.364           | 1:26.242           | 7    |
| 8                      | 4   | Lando Norris       | McLaren-Renault           | 1:26.829           | 1:26.316           | 1:26.458           | 8    |
| 9                      | 11  | Sergio Pérez       | Racing Point-BWT-Mercedes | 1:27.120           | 1:26.330           | 1:26.704           | 9    |
| 10                     | 55  | Carlos Sainz jr.   | McLaren-Renault           | 1:27.378           | 1:26.361           | 1:26.709           | 10   |
| 11                     | 5   | Sebastian Vettel   | Ferrari                   | 1:27.107           | 1:26.738           |                    | 11   |
| 12                     | 10  | Pierre Gasly       | AlphaTauri-Honda          | 1:27.072           | 1:26.776           |                    | 12   |
| 13                     | 26  | Daniil Kvjat       | AlphaTauri-Honda          | 1:27.285           | 1:26.848           |                    | 13   |
| 14                     | 99  | Antonio Giovinazzi | Alfa Romeo-Ferrari        | 1:27.532           | 1:26.936           |                    | 14   |
| 15                     | 20  | Kevin Magnussen    | Haas-Ferrari              | 1:27.231           | 1:27.125           |                    | 15   |
| 16                     | 8   | Romain Grosjean    | Haas-Ferrari              | 1:27.552           |                    |                    | 16   |
| 17                     | 63  | George Russell     | Williams-Mercedes         | 1:27.564           |                    |                    | 17   |
| 18                     | 6   | Nicholas Latifi    | Williams-Mercedes         | 1:27.812           |                    |                    | 18   |
| 19                     | 7   | Kimi Räikkönen     | Alfa Romeo-Ferrari        | 1:27.817           |                    |                    | 19   |
| 20                     | 27  | Nico Hülkenberg    | Racing Point-BWT Mercedes | 1:28.021           |                    |                    | 20   |
| Q1 107% tijd: 1:32.362 |     |                    |                           |                    |                    |                    |      |

## Wedstrijd
De Grand Prix van de Eifel werd gewonnen door Lewis Hamilton die met zijn 91ste overwinning het record van Michael Schumacher evenaarde. Zoon Mick Schumacher overhandigde Lewis Hamilton een helm van zijn vader als eerbetoon.
Max Verstappen werd tweede en Daniel Ricciardo behaalde de derde plaats en zijn eerste podium dit jaar. Nico Hülkenberg verving Lance Stroll voor Racing Point, startte vanaf plaats 20 en eindigde op de achtste plaats, zijn optreden werd beloond door de fans die hem kozen tot "Driver of the Day". Romain Grosjean behaalde zijn eerste punten dit seizoen. Kimi Räikkönen verscheen voor de 323e keer aan de start van een Grand Prix en brak daarmee het record van 322 starts van Rubens Barrichello.
| Pos.  | Nr. | Coureur            | Constructeur              | Rondes | Tijd / Oorzaak uitval            | Grid | Punten |
| ----- | --- | ------------------ | ------------------------- | ------ | -------------------------------- | ---- | ------ |
| 1     | 44  | Lewis Hamilton     | Mercedes                  | 60     | 1:35:49.641                      | 2    | 25     |
| 2     | 33  | Max Verstappen     | Red Bull-Honda            | 60     | +4.470                           | 3    | 19S    |
| 3     | 3   | Daniel Ricciardo   | Renault                   | 60     | +14.613                          | 6    | 15     |
| 4     | 11  | Sergio Pérez       | Racing Point-BWT Mercedes | 60     | +16.070                          | 9    | 12     |
| 5     | 55  | Carlos Sainz jr.   | McLaren-Renault           | 60     | +21.905                          | 10   | 10     |
| 6     | 10  | Pierre Gasly       | AlphaTauri-Honda          | 60     | +22.766                          | 12   | 8      |
| 7     | 16  | Charles Leclerc    | Ferrari                   | 60     | +30.814                          | 4    | 6      |
| 8     | 27  | Nico Hülkenberg    | Racing Point-BWT Mercedes | 60     | +32.596                          | 20   | 4      |
| 9     | 8   | Romain Grosjean    | Haas-Ferrari              | 60     | +39.081                          | 16   | 2      |
| 10    | 99  | Antonio Giovinazzi | Alfa Romeo-Ferrari        | 60     | +40.035                          | 14   | 1      |
| 11    | 5   | Sebastian Vettel   | Ferrari                   | 60     | +40.810                          | 11   |        |
| 12    | 7   | Kimi Räikkönen     | Alfa Romeo-Ferrari        | 60     | +41.476                          | 19   |        |
| 13    | 20  | Kevin Magnussen    | Haas-Ferrari              | 60     | +49.585                          | 15   |        |
| 14    | 6   | Nicholas Latifi    | Williams-Mercedes         | 60     | +54.449                          | 18   |        |
| 15    | 26  | Daniil Kvjat       | AlphaTauri-Honda          | 60     | +55.588                          | 13   |        |
| DNF   | 4   | Lando Norris       | McLaren-Renault           | 42     | Motor en elektrische aandrijving | 8    |        |
| DNF   | 23  | Alexander Albon    | Red Bull-Honda            | 23     | Radiator                         | 5    |        |
| DNF   | 31  | Esteban Ocon       | Renault                   | 22     | Hydraulisch                      | 7    |        |
| DNF   | 77  | Valtteri Bottas    | Mercedes                  | 18     | Motor en elektrische aandrijving | 1    |        |
| DNF   | 63  | George Russell     | Williams-Mercedes         | 12     | Lekke band                       | 17   |        |
| Bron: |     |                    |                           |        |                                  |      |        |

S Max Verstappen behaalde een extra punt voor het rijden van de snelste ronde.

## Tussenstanden wereldkampioenschap
Betreft tussenstanden voor het wereldkampioenschap na afloop van de race.

### Coureurs
| Pos. | Nr. | Coureur          | Constructeur              | Punten |
| ---- | --- | ---------------- | ------------------------- | ------ |
| 1    | 44  | Lewis Hamilton   | Mercedes                  | 230    |
| 2    | 77  | Valtteri Bottas  | Mercedes                  | 161    |
| 3    | 33  | Max Verstappen   | Red Bull-Honda            | 147    |
| 4    | 3   | Daniel Ricciardo | Renault                   | 78     |
| 5    | 11  | Sergio Pérez     | Racing Point-BWT Mercedes | 68     |
| 6    | 4   | Lando Norris     | McLaren-Renault           | 65     |
| 7    | 23  | Alexander Albon  | Red Bull-Honda            | 64     |
| 8    | 16  | Charles Leclerc  | Ferrari                   | 63     |
| 9    | 18  | Lance Stroll     | Racing Point-BWT Mercedes | 57     |
| 10   | 10  | Pierre Gasly     | AlphaTauri-Honda          | 53     |

### Constructeurs
| Pos. | Constructeur              | Punten    |
| ---- | ------------------------- | --------- |
| 1    | Mercedes                  | 391       |
| 2    | Red Bull-Honda            | 211       |
| 3    | Racing Point-BWT Mercedes | 120 (135) |
| 4    | McLaren-Renault           | 116       |
| 5    | Renault                   | 114       |
| 6    | Ferrari                   | 80        |
| 7    | AlphaTauri-Honda          | 67        |
| 8    | Alfa Romeo-Ferrari        | 5         |
| 9    | Haas-Ferrari              | 3         |
| 10   | Williams-Mercedes         | 0         |